# Ivar de Dublín
Ivar (m. 873),  (gaélico irlandés: Ímar; nórdico antiguo: Ivarr) fue un caudillo hiberno-nórdico de Irlanda y norte de Inglaterra, cuya actividad vikinga se registra a lo largo de veinte años y gobernó el reino de Dublín considerándose el primer referente de la dinastía Uí Ímair. 
Se ha intentado identificar con Ivar el Deshuesado, hijo del legendario Ragnar Lodbrok. Según los anales fragmentarios de Irlanda el origen de Ivar es desconocido, aunque mencionan a dos hermanos, los reyes (nórdico antiguo: konungr) Amlaíb Conung y Auisle, hipotéticamente hijos de Gofraid de Lochlann.
Los Anales de Ulster citan que en 857 Ivar y su hermano Amlaíb Conung derrotan a uno de sus competidores en Munster, Caittil identificado sin certeza con Ketil Nariz Chata que encabezaba un contingente de vikingos noruegos e irlandeses.
Chronicon Scotorum afirma que al año siguiente Ivar se involucra en las disputas entre las dinastías gobernantes irlandesas, aliándose con Cerball mac Dúnlainge del reino de Osraige y aplastando a los Cenél Conaill.
Dos años después en 863, Ivar y Amlaíb Conung conducen un gran ejército para combatir a las fuerzas del reino de Mide. Tras consumar alianza con Auisle y Lórcan mac Cathail rey de Mide, devastan el reino de Conaing mac Flainn, rey de Brega.
Otra vez los anales de Ulster en 870, cita a Ivar acompañado de nuevo a Amlaíb Conung cuando pusieron cerco a Dumbarton capital del reino de Strathclyde, y llevar a Dublín esclavos cautivos anglos, britanos y pictos. El Chronicon y otras fuentes, sin embargo, no mencionan a los pictos, lo que pudo significar una alianza tácita con Kenneth I de Escocia.
Amlaíb Conung desaparece de los anales e Ivar aparece en solitario en la crónica de Irlanda hasta su muerte en 873.

## Herencia
Sichfrith Ivarsson, asesinado por su hermano Sigtrygg Ivarsson que a su vez fue derrocado por otros vikingos liderados por Jarl Sichfrith.